# ISO 3166-2:PY
ISO 3166-2:PY стандарт Международной организации по стандартизации, который определяет геокоды. Является подмножеством стандарта ISO 3166-2, относящимся к Парагваю. Стандарт охватывает 17 департаментов и 1 столичный округ Парагвая. Каждый геокод состоит из двух частей: кода Alpha2 по стандарту ISO 3166-1 для Парагвая — PY, и дополнительного кода, записанных через дефис. Дополнительные коды образованы: трёхсимвольный код столичного округа созвучно названию округа, одно-двухсимвольные департаментов образованы числами. Геокоды столичного округа и департаментов Парагвая являются подмножеством кодов домена верхнего уровня — PY, присвоенного Парагваю в соответствии со стандартами ISO 3166-1.

## Геокоды Парагвая
Геокоды 1 столичного округа и 17 департаментов административно-территориального деления Парагвая.
| Геокод | Административная единица | Статус      |
| ------ | ------------------------ | ----------- |
| PY-1   | Консепсьон               | департамент |
| PY-2   | Сан-Педро                | департамент |
| PY-3   | Кордильера               | департамент |
| PY-4   | Гуайра                   | департамент |
| PY-5   | Каагуасу                 | департамент |
| PY-6   | Каасапа                  | департамент |
| PY-7   | Итапуа                   | департамент |
| PY-8   | Мисьонес                 | департамент |
| PY-9   | Парагуари                | департамент |
| PY-10  | Альто-Парана             | департамент |
| PY-11  | Сентраль                 | департамент |
| PY-12  | Ньеэмбуку                | департамент |
| PY-13  | Амамбай                  | департамент |
| PY-14  | Канендию                 | департамент |
| PY-15  | Пресиденте-Аес           | департамент |
| PY-16  | Альто-Парагвай           | департамент |
| PY-19  | Бокерон                  | департамент |
| PY-ASU | Асунсьон                 | округ       |

## Геокоды пограничных Парагваю государств
- Боливия — ISO 3166-2:BO (на северо-западе),
- Бразилия — ISO 3166-2:BR (на востоке и северо-востоке),
- Аргентина — ISO 3166-2:AR (на юго-западе).